# アルファシステムズ
株式会社アルファシステムズは、神奈川県川崎市に本社を置く日本のシステムインテグレーター（独立系）。主に情報通信分野の開発に強みを持つ。

## 概要
資本的には独立系であるものの、主要顧客であるNTTグループと富士通グループ向けの開発が売上の約7割を占めているとみられる。セグメント別では、ソフトウェア開発関連が9割以上を占めている。
近年は、教育機関のPC運用管理システムや授業支援ソフトウェア、シンクライアントソフトなどのプロジェクトも手がけている。
主要な開発拠点は川崎市中原区に集中している。本店は創業以来東京都渋谷区に置いていたが、2013年に川崎市中原区の中原テクノセンター1号館内に移転した。

## 沿革
- 1972年（昭和47年）10月 - 東京都渋谷区にて株式会社アルファシステムズを設立
- 1987年（昭和62年）10月 - 川崎市中原区に開発拠点・アルファテクノセンターを設立
- 1988年（昭和63年）10月 - 東北支社を開設
- 1989年（平成元年）4月 - 関西支社を開設
- 1990年（平成2年）4月 - 九州支社を開設
- 1991年（平成3年）6月 - 北海道支社を開設
- 1992年（平成4年）10月 - 北陸支社を開設
- 1997年（平成9年）9月 - 川崎市中原区に開発拠点・第2アルファテクノセンターを設立
- 1999年（平成11年）4月 - 日本証券業協会に株式を店頭登録
- 2000年（平成12年）4月 - 東京証券取引所市場第一部に株式を上場
- 2000年（平成12年）12月 - 川崎市中原区に開発拠点・第3アルファテクノセンターを設立
- 2002年（平成14年）9月 - 川崎市中原区に開発拠点・中原テクノセンターを設立
- 2007年（平成19年）8月 - 横須賀（YRP地区）に開発拠点を設立
- 2013年（平成25年）10月 - 本店を中原テクノセンター1号館（川崎市中原区）に移転
- 2018年（平成30年）10月 - リモートアクセスシステム「alpha V-Worker」および環境復元システム「V-Recover」発売
- 2019年（令和1年）6月 - 次世代育成支援対策推進法に基づく子育てサポート企業として「くるみん認定」を取得
- 2021年（令和3年）11月 - 中原ウィング開設
- 2022年（令和4年）4月 - 東京証券取引所の市場第一部からプライム市場に移行

## 主な製品・サービス
- V-Boot - ネットブート型パソコン運用システム
- V-Class - 授業支援ソフトウェア
- V-Recover - 環境復元システム
- alpha Teleworker - セキュアシンクライアントシステム
- alpha V-Worker - リモートアクセスシステム